# Phrurolithus labialis
Phrurolithus labialis là một loài nhện trong họ Phrurolithidae.
Loài này thuộc chi Phrurolithus. Phrurolithus labialis được Kap Yong Paik miêu tả năm 1991.